# Stuart Hazeldine
Stuart Hazeldine (nascido em 10 de junho de 1971) é o diretor do filme The Shack (2017).